# Kapela sv. Filomene (Velika Gorica)
Kapela sv. Filomene je rimokatolička građevina u mjestu i općini Velika Gorica, zaštićeno kulturno dobro.

## Opis dobra
Kapela sv. Filomene nalazi se na gradskom groblju u Velikoj Gorici. Sagrađena je 1891. prema nacrtu arhitekta Koste Tomca. To je jednobrodna neogotička građevina tlocrtno u obliku latinskog križa s poligonalnom apsidom i dvije plitke bočne kapele te zvonikom u osi glavnog pročelja. Pročelja su ritmizirana kontraforima te prozorskim otvorima šiljastog nadvoja. Lađa je svođena križnim svodovima sa šiljastim pojasnicama čije su pete poduprte polukružnim konzolicama na bočnim zidovima, dok svetište ima križni svod sa šiljastim susvodnicama. U svetištu se nalazi jednostavna drvena menza dok prozorski otvori imaju recentno izvedene vitraje Marijana Jakubina s prikazom sv. Filomene i kršćanskim simbolima. Kapela je u većini sačuvala svoje izvorne stilske karakteristike te je skladno smještena u središnjem dijelu velikogoričkoga groblja zbog čega ima arhitektonsku i ambijentalnu vrijednost.

## Zaštita
Pod oznakom Z-6253 zavedena je kao nepokretno kulturno dobro - pojedinačno, pravna statusa zaštićena kulturnog dobra, klasificirano kao "sakralna graditeljska baština".